# White Wolf Publishing
White Wolf Publishing est une société américaine d'édition de jeux de rôle. La société est née en 1991 de la fusion de l'éditeur Lion Rampant et du périodique White Wolf Magazine, avec à sa tête Mark Rein·Hagen (de Lion Rampant), Steve Wieck (en) et Stewart Wieck (en) (White Wolf Magazine).
Sa principale activité tourne autour du jeu de rôle. Elle est en effet connue pour avoir créé et développé un univers de jeu de rôle qu'elle qualifie de « gothique-punk » avec des influences comme les romans d'Anne Rice.
En 2006, White Wolf Publishing est racheté par CCP, puis en devient une filiale.
En 2015, Paradox rachète White Wolf Publishing à CCP.

## Publications
White Wolf Publishing et sa filiale Sword & Sorcery ont produit :
- Monde des ténèbres, une gamme de jeux de rôle contemporains-fantastiques composée notamment de Vampire : La Mascarade ;
- Scion, un jeu de rôle contemporain-fantastique, inspiré par la mythologie et indépendant du Monde des ténèbres ;
- Exaltés, un jeu de rôle inspiré à la fois par le Monde des ténèbres et les mangas ;
- Adventure!, un jeu de rôle pulp ;
- divers jeux de cartes : Chez Goth, Jyhad, etc. ;
- plusieurs univers pour le D20 System.